# Tertulijan
Tertulijan (Kvint Septimije Florencije) (rođen u Kartagi, oko godine 160. – umro u Kartagi, oko godine 240.) bio je ranokršćanski pisac. Stekao je široku naobrazbu, posebno govorništva. Dobro je poznavao pravo, no ne zna je li bio odvjetnik. Oko godine 197. obraća se na kršćanstvo. Sveti Jeronim svojedobno tvrdi kako je bio i svećenik, što je malo vjerojatno.

## Život
Otac mu je bio vojnik, časnik. Sam Tertulijan stječe široku naobrazbu u Kartagi. Izvrsno barata pravnom terminologijom, što se vidi iz njegovih spisa, ali nema dokaza vjerodostojnosti o njemu kao o odvjetniku. Oko 197. obratio se na kršćanstvo, no ubrzo potom već 205. god. njegova strogost i nestrpljivost odvode ga montanistima. Jedan od najznačajnijih i najoriginalnijih kršćanskih latinskih pisaca sve do Augustina. Karakteriziraju ga žestoka narav, oštroumnost, spretan govor, izrazita dijalektiktičnost i polemičnost. Također se izvrsno služi latinskim jezikom. Dapače, prevodeći sa starogrčkoga kuje nove riječi dodavajući već poznatima prefikse ili sufikse. Istim žarom kojim je nakon obraćenja kao katolik napadao krivovjerce, kasnije je kao montanist napadao Katoličku Crkvu.
Tertulijan je Seneku (rimski filozof i tutor cara Nerona) nazivao „naš Seneka” jer su kolale priče da se pokrstio.

## Djela
Njegova djela nisu imala velik odjek u Crkvi, bilo zbog teškog stila pisanja bilo zbog njega kao heretika. Mogli bismo ih podijeliti u tri grupe:

### Apologetski spisi
- Apologeticum
- Ad nationes (O narodima, poganima)
- Adversus Iudeos (Protiv Židova)
- De testimonio animae (Svjedočanstvo o duši)
- Ad Scapulam

### Dogmatsko - polemički spisi
- De praescriptione haereticorum (Propisi za heretike)
- Adversus Hermogenem (Protiv Hermogena)
- Adversus Marcionem (Protiv Marciona)
- De baptismo (O krštenju)
- De anima (O duši)
- Adversus Praxeam (Protiv Prakseje)
- De carne Christi (O tijelu Kristovu)

### Praktično – asketski spisi
- Ad martyres (Mučenicima)
- De corona ( O kruni, vijencu)
- De fuga in persecutione ( O bijegu pred progonstvom)
- De spectaculis ( O priredbama)
- De idolatria
- De oratione (O molitvi)
- De patientia (O strpljivosti)
- De cultu foeminarum (O oblačenju žena)
- Ad uxorem ( Ženi)
- De exhortatione castitatis ( Pobudnica za čistoću)
- De paenitentia ( O pokori)
- De pudicitia (O stidljivosti)

## Nauk
Tertulijan nije dao samo doprinos latinskoj crkvenoj književnosti već je imao značajnu ulogu u razvijanju teologije. U teološka pitanja uvodi pravnu terminologiju, koja će kasnije imati bitan utjecaj pri razvoju buduće znanstvene kršćanske terminologije.

### Kristologija
Posebno se ističe nauk o dvije Kristove naravi, a u apologiji protiv doketa ide korak predaleko naglašavajući osobito čovječansku narav. Izražava se protiv djevičanstva Blažene djevice Marije in partu i post partum.

### Soteriologija
Tertulijan je vjeran predaji i smatra kako je duša čovječja zaražena istočnim grijehom, a posljedica grijeha je osuda na smrt čitavog ljudskog roda. Tako je po grijehu u ljudsku narav usađena sklonost na zlo. Zastupnik je tradicionizma po kojem je čovječanstvo otkupljeno smrću Kristovom.

### Eshatologija
Tertulijan je milenarist, tj. naučava dvostruko uskrsnuće; prvo će biti uskrišeni pravednici i zajedno s Kristom vladat će tisuću godina. Ostatak će uskrsnuti tek na konačnom sudu. Duše svjedoka vjere, tj. mučenika odmah ulaze u nebo, dok ostali moraju čekati u podzemlju i bivaju oslobođeni po molitvama živih.

## Vanjske poveznice
Ostali projekti
|  | Zajednički poslužitelj ima još gradiva o temi Tertulijan |

Mrežna mjesta
- Kateheza pape Benedikta XVI. o Tertulijanu